# Digraf (fonetika)
Dvoslov, dvostruki znak, digram ili digraf (di- + -gram ili -graf) kombinacija je dvaju slova (grafema) kojima je namjena označiti jedan, suglasnički ili samoglasnički glas (fonem). U jeziku se broj dvoslova u abecedama ne mora poklapati sa stvarnim brojem. Suvremeni hrvatski jezik ima dvoslove lj, nj i dž. Latinski jezik ima dvoslove ch i qu, engleski ima ee, th, njemački ima ie, ch i ph, talijanski gn ili zz itd.